# Ceiba (Puerto Rico)
Ceiba är både en liten stad och en kommun i nordöstra Puerto Rico. Den är uppkallad efter det berömda Ceiba-trädet. Ceiba ligger på öns nordöstra kust och gränsar till Atlanten, i norr till Fajardo, i söder till Naguabo och i nordväst till Río Grande. Ceiba är beläget på cirka en timmes köravstånd från San Juan. Kommunen sträcker sig över sju barrios och Ceiba Pueblo (centrum och administrativa centrum). Det är en del av Fajardo Metropolitan Statistical Area.

## Historik
Ceiba grundades den 7 april 1838 av Luis de la Cruz. Ceiba har fått sitt namn från ett indianskt ord ’’Seyba’’, som är namnet på ett berömt träd som växer på ön, Ceiba pentandra.
Ceiba, beläget nära Fajardo, var tidigare platsen för en amerikansk militär flottbas, Roosevelt Roads Naval Station. De flesta enheterna flyttades och basen stängdes 2004. Ex-guvernören Sila María Calderón föreslog att fastigheten skulle förvandlas till en stor internationell flygplats, för att tjäna som en lättnad för Luis Muñoz Marín International Airport i San Juan, och att öka antalet internationella flygbolag som trafikerar Puerto Rico. Hon möttes av skepsis mot dessa planer från grupper som miljövänner, ekonomer och andra, men 2008 invigdes José Aponte de la Torre Airport på basens tidigare plats.

## Geografi
Reserva Natural Medio Mundo y Daguo (naturreservatet Medio Mundo och Daguo) sträcker sig längs kusten mellan Ceiba och Fajardo.  95 % av skogen är klassificerad som mangrove. Olika fågelarter kan ses likaså sköldpaddor och manater. Dess floder inkluderar; Río Dagua, Río Demajagua och Río Fajardo.
Den högsta punkten i kommunen är Pico del Oeste i Sierra de Luquillo på 1020 m höjd.

### Barrios
Som alla kommuner i Puerto Rico är Ceiba uppdelad i barrios. De kommunala byggnaderna, det centrala torget och den stora katolska kyrkan ligger i en barrio som kallas "el pueblo", nära centrum av kommunen.
1. Ceiba barrio-pueblo
2. Chupacallos
3. Daguao
4. Guayacán
5. Machos
6. Quebrada Seca
7. Río Abajo
8. Saco

## Turism
Det finns 60 badstränder i Ceiba. Andra platser av intresse är:
- Ceiba Historic Mural
- Ensenada Honda
- Medio Mundo Beach
- Roosevelt Roads Base (en tidigare militärbas som nu är stängd)